# Chanté Grainger
Chanté Grainger (1999) è un'attrice sudafricana.

## Biografia
Kathleen Stephens è nata nel 1999, venendo cresciuta bilingue inglese e afrikaans. Dopo aver iniziato a frequentare l'Università di Stellenbosch nel 2018, laureandosi in arti drammatiche nel 2020, ottiene il ruolo di Jamie-Lee Kampher nella serie Arendsvlei, che interpreta regolarmente per 42 episodi. Nel 2021 compare nella serie televisiva The Watch, mentre nel viene annunciato il suo ingresso nel cast della serie Netflix One Piece nel ruolo di Banchina, madre di Usop, interpretata da Jacob Romero Gibson.

## Filmografia
- Arendsvlei - serie TV, 42 episodi (2018)
- The Watch - serie TV, episodio 1x03 (2021)
- Projek Dina - serie TV, episodio 2x03 (2022)
- One Piece - serie TV, episodio 1x03 (2023)
- Summertide - serie TV, episodio 1x01 (2024)
- Suidooster - serie TV, 6 episodi (2024)
- Skemergrond - serie TV, 27 episodi (2024)